# Eleições no Território Federal do Amapá em 1950
As eleições no território federal do Amapá em 1950 ocorreram em 3 de outubro como parte das eleições gerais no Distrito Federal, em 20 estados e nos territórios federais do Acre, Rondônia e Roraima. No presente caso, a Constituição de 1946 fixou um deputado federal para representar cada um dos territórios federais então existentes.

## Resultado da eleição para deputado federal
Conforme o acervo do Tribunal Superior Eleitoral, foram apurados 4.755 votos nominais (99,21%), nenhum voto em branco e 38 votos nulos (0,79%), resultando no comparecimento de 4.793 eleitores. Nos territórios federais representados por um deputado federal, será observado o princípio do voto majoritário.

### Chapa do PSD
| Candidatos a deputado federal em 1950 | Partido | Votação | Percentual | Cidade onde nasceu | Unidade federativa | Observações |
| Coaracy Nunes                         | PSD     | 4.133   | 86,92%     | Alenquer           | Pará               | [ 5 ]       |
| Hildemar Maia                         | PSD     | -       | -          | Belém              | Pará               | [ 6 ]       |
| Fontes:                               |         |         |            |                    |                    |             |

### Chapa do PTB
| Candidatos a deputado federal em 1950 | Partido | Votação | Percentual | Cidade onde nasceu | Unidade federativa | Observações |
| Nilton de Almeida Vieira Lopes        | PTB     | 622     | 13,08%     |                    |                    |             |
| Raimundo de Castro Neves              | PTB     | -       | -          |                    |                    |             |
| Fontes:                               |         |         |            |                    |                    |             |